# Weenenia thomasseti
Weenenia thomasseti är en insektsart som beskrevs av Miller, N.C.E. 1932. Weenenia thomasseti ingår i släktet Weenenia och familjen gräshoppor. Inga underarter finns listade i Catalogue of Life.